# Steven Vajda
Steven Vajda (hongarès: Vajda István)  (Budapest, 20 d'agost de 1901 - Brighton, 10 de desembre de 1995) va ser un matemàtic britànic, nascut a Hongria i format a Àustria, que va ser pioner en la investigació operativa.

## Vida i Obra
István Vajda (posteriorment va anglicitzar el seu nom a Steven) va néixer Budapest però la família es va traslladar a Viena quan ell només tenia setze mesos. Va fer els estudis secundaris al prestigiós Akademisches Gymnasium de Viena on va destacar en matemàtiques i llengües. Va començar es tudis d'enginyeria a la universitat Tècnica de Viena, però en el seu lloc va fer dos cursos de ciència actuarial. A continuació va passar a la universitat de Viena per estudiar matemàtiques, obtenint el doctoral el 1925.
Després d'un semestre postdoctoral a la universitat de Göttingen, va treballar com actuari per una companya d'assegurances (Phönix), fins a l'annexió d'Àustria pel Tercer Reich (l'Anchluss el 1938), quan va decidir emigrar. Va enviar primer els seus fills i esposa a Suècia i ell va aconseguir una invitació, gràcies a Karl Popper, per anar a Nova Zelanda, via Anglaterra per reunir-se amb la família. Mentre eren a Anglaterra va esclatar la Segona Guerra Mundial i va ser detingut uns mesos a l'Illa de Man com súbdit d'una potència enemiga. El 1940, en recuperar la llibertat, va treballar com actuari per la Gresham Insurance Co. a Epsom (Surrey), fins que el 1944 va ser invitat per l'Almirallat Britànic a unir-se als seus grups de recerca com estadístic. A partir de 1952 va ser el cap del departament de matemàtiques del laboratori de recerca de l'Almirallat, fins que es va retirar el 1965.
El 1965, amb més de seixanta anys, va començar la seva carrera acadèmica com a professor de la universitat de Birmingham, càrrec que va mantenir fins al 1968, quan es va retirar novament. El 1973 va acceptar una invitació de la universitat de Sussex per a fer de professor visitant, càrrec que va mantenir uns vint-i-dos anys, fins a una edat record.
Des de la seva època a l'Almirallat fins als darrers anys de docència, Vajda es va dedicar a la investigació operativa, ensenyant-la i publicant llibres i articles sobre el tema, que van inspirar a la majoria d'investigadors de la seva època. Va publicar una desena de llibres sobre programació lineal, teoria de jocs matemàtics, planificació de recursos i temes relacionats. El seu darrer llibre, Mathematical Games and how to Play Them (Jocs matemàtics i com jugar-los), ofereix una anàlisi lúcida de les regles i teories que hi ha darrere els jocs amb una o dues persones.